# Tasiocera (Dasymolophilus) diacanthophora
Tasiocera (Dasymolophilus) diacanthophora is een tweevleugelige uit de familie steltmuggen (Limoniidae). De soort komt voor in het Afrotropisch gebied.